# Loara (departament)
Loara (fr. Loire, wymowaⓘ, ˈlwaːʀ; fr.-prow. Lêre; oksyt. Léger, Lei) – francuski departament położony w regionie Owernia-Rodan-Alpy, którego nazwa pochodzi od rzeki Loary (fr. Loire). Utworzony został podczas rewolucji francuskiej, 12 sierpnia 1793. Departament oznaczony jest liczbą 42. Ośrodkiem administracyjnym (prefekturą) i największym miastem departamentu jest Saint-Étienne.
Według danych na rok 2010 liczba zamieszkującej departament ludności wynosi 748 947 os. (156 os./km²); powierzchnia departamentu to 4781 km².

## Podział administracyjny
Okręgi (arrondissements) departamentu:
1. Saint-Étienne
2. Roanne
3. Montbrison

W 2023 roku w skład departamentu wchodziły 323 gminy (lista).

## Miejscowości
Największe miejscowości departamentu (w nawiasach liczba ludności w 2021 roku):

- Saint-Étienne (172 718)
- Saint-Chamond (35 068)
- Roanne (34 762)
- Firminy (17 137)
- Montbrison (16 064)
- Saint-Just-Saint-Rambert (15 419)
- Rive-de-Gier (15 214)
- Le Chambon-Feugerolles (12 066)
- Riorges (11 045)
- Andrézieux-Bouthéon (10 187)
- Roche-la-Molière (9863)
- Veauche (8992)
- Unieux (8479)
- Feurs (8338)
- La Ricamarie (8046)
- Sorbiers (8042)
- Villars (7783)
- Mably (7382)
- La Talaudière (7073)
- Le Coteau (6889)
- Sury-le-Comtal (6681)
- Saint-Jean-Bonnefonds (6611)
- Saint-Genest-Lerpt (6183)
- Saint-Priest-en-Jarez (6164)
- Saint-Galmier (5842)
- Montrond-les-Bains (5550)
- Chazelles-sur-Lyon (5472)
- Villerest (5170)
- Saint-Marcellin-en-Forez (5060)
- La Grand-Croix (5026)